# بازآرایی استیونز
بازآرایی استیونز (به انگلیسی: Stevens rearrangement) یک واکنش شیمیایی در شیمی آلی است که در آن نمک‌های آمونیوم و نمک‌های سولفونیوم در حضور یک باز قوی و طی یک بازآرایی-۲٬۱، به آمین یا سولفید مربوط تبدیل می‌شود.